# Бадмінтон на літніх Олімпійських іграх 2012
Змагання з бадмінтону на ХХХ Літніх Олімпійських іграх проходили з 28 липня по 5 серпня 2012. Було розіграно 5 комплектів нагород. В змаганнях взяли участь 172 спортсмени з 57-ми країн світу. Всі матчі проходили у Вемблі Арені.

## Змагання
| П | Попередній етап | ⅛ | Одна восьма | ¼ | Чвертьфінали | ½ | Півфінали | Ф | Фінал |

| Дата →              | Суб 28 | Суб 28 | Суб 28 | Нед 29 | Нед 29 | Нед 29 | Пон 30 | Пон 30 | Пон 30 | Вів 31 | Вів 31 | Вів 31 | Сер 1 | Сер 1 | Сер 1 | Чет 2 | Чет 2 | Чет 2 | П'ят 3 | П'ят 3 | Суб 4 | Суб 4 | Нед 5 | Нед 5 |
| Розряд ↓            | Р      | Д      | В      | Р      | Д      | В      | Р      | Д      | В      | Р      | Д      | В      | Р     | Д     | В     | Р     | Д     | В     | Р      | Д      | Р     | Д     | Р     | Д     |
| ------------------- | ------ | ------ | ------ | ------ | ------ | ------ | ------ | ------ | ------ | ------ | ------ | ------ | ----- | ----- | ----- | ----- | ----- | ----- | ------ | ------ | ----- | ----- | ----- | ----- |
| Чоловічий одиночний | П      | П      | П      | П      | П      | П      | П      | П      | П      | П      | П      | П      | ⅛     | ⅛     | ⅛     |       |       | ¼     |        | ½      |       |       |       | Ф     |
| Чоловічий парний    | П      | П      | П      | П      | П      | П      | П      | П      | П      | П      | П      | П      |       |       |       | ¼     |       |       |        |        |       | ½     |       | Ф     |
| Змішаний            | П      | П      | П      | П      | П      | П      | П      | П      | П      | П      | П      | П      | ¼     | ¼     |       |       | ½     |       |        | Ф      |       |       |       |       |
| Жіночий одиночний   | П      | П      | П      | П      | П      | П      | П      | П      | П      | П      | П      | П      | ⅛     | ⅛     | ⅛     |       | ¼     |       | ½      |        |       | Ф     |       |       |
| Жіночий парний      | П      | П      | П      | П      | П      | П      | П      | П      | П      | П      | П      | П      |       |       | ¼     |       |       | ½     |        |        |       | Ф     |       |       |

## Медалі

### Загальний залік
| Місце  | Країна         | Золото | Срібло | Бронза | Загалом |
| ------ | -------------- | ------ | ------ | ------ | ------- |
| 1      | Китай          | 5      | 2      | 1      | 8       |
| 2      | Данія          | 0      | 1      | 1      | 2       |
| 3      | Малайзія       | 0      | 1      | 0      | 1       |
| 3      | Японія         | 0      | 1      | 0      | 1       |
| 5      | Індія          | 0      | 0      | 1      | 1       |
| 5      | Південна Корея | 0      | 0      | 1      | 1       |
| 5      | Росія          | 0      | 0      | 1      | 1       |
| Всього | Всього         | 5      | 5      | 5      | 15      |

### Медалісти
| Дисципліна                            | Золото                            | Срібло                                    | Бронза                                              |
| ------------------------------------- | --------------------------------- | ----------------------------------------- | --------------------------------------------------- |
| Чоловічий одиночний розряд детальніше | Лінь Дань · Китай (CHN)           | Лі Чон Вей · Малайзія (MAS)               | Чень Лун · Китай (CHN)                              |
| Чоловічий парний розряд детальніше    | Китай (CHN) Цай Юнь Фу Хайфен     | Данія (DEN) Матіас Бое Карстен Могенсен   | Південна Корея (KOR) Чон Чє Сон Лі Йон Де           |
| Жіночий одиночний розряд детальніше   | Лі Сюежуй · Китай (CHN)           | Ван Іхань · Китай (CHN)                   | Саїна Невал · Індія (IND)                           |
| Жіночий парний розряд детальніше      | Китай (CHN) Тянь Цін Чжао Юньлей  | Японія (JPN) Фудзії Мідзукі Какіїва Рейка | Росія (RUS) Валерія Сорокіна Ніна Віслова           |
| Змішаний розряд детальніше            | Китай (CHN) Чжан Нань Чжао Юньлей | Китай (CHN) Сю Чень Ма Цзінь              | Данія (DEN) Йоахім Фішер Нільсен Хрістінна Педерсен |

## Спортивні об'єкти
| Арена Уемблі    |
| --------------- |
| Фронтон         |
| Місткість: 6000 |